# Premi La Sonrisa Vertical
El Premi La Sonrisa Vertical de narrativa eròtica era un concurs literari convocat i publicat per Tusquets Editores. Es va convocar per primera vegada l'any 1979 i es va suspendre en 2004. El jurat estava presidit des de la seva creació pel director cinematogràfic Luis García Berlanga.
En 2004, l'editorial va decidir suspendre de forma temporal el concurs, al·legant com a causes de la suspensió la poca qualitat de les obres presentades a concurs i la difusió de l'erotisme literari amb obres de gèneres més amplis.

## Llista de guanyadors
- 1979 Susana Constante (Argentina, 1944) per Educación sentimental de la señorita Sonia
- 1980 Ofèlia Dracs - pseudònim col·lectiu- per Deu pometes té el pomer)
- 1981 Vicente Muñoz Puelles (Espanya, 1948) per Anacaona
- 1982 Pedro Sempere (Espanya, 1942) per Fritzcollage
- 1983 Declarat desert
- 1984 Pablo Casado per Tres días, tres noches
- 1985 Vicente García Cervera (Espanya, 1934) per Las cartas de Saguia-el-Hanra
- 1986 Mercedes Abad (Espanya, 1961) per Ligeros libertinajes sabáticos
- 1987 Pep Bras per El vaixell de les vagines voraginoses
- 1988 Denzil Romero (Veneçuela, 1938-1999) per La esposa del Dr. Thorne
- 1989 Almudena Grandes (Espanya, 1960) per Las edades de Lulú
- 1990 José Luis Muñoz (Espanya, 1951) per Pubis de vello rojo
- 1991 Ana Rossetti (Espanya, 1950) per Alevosías
- 1992 José María Álvarez (Espanya, 1942) per La esclava instruida
- 1993 Dante Bertini (Argentina) per El hombre de sus sueños
- 1994 Declarat desert
- 1995 Irene González Frei - pseudònim- per Tu nombre escrito en el agua
- 1996 José Carlos Somoza (Espanya, 1959) per Silencio de Blanca
- 1997 Abel Pohulanik (Argentina, 1950) per La cinta de Escher
- 1998 Pedro de Silva (Espanya, 1945) per Kurt
- 1999 Luis Antonio de Villena (Espanya, 1951) per El mal mundo
- 2000 Mayra Montero (Puerto Rico, 1952) per Púrpura profundo
- 2001 Andreu Martín (Espanya, 1949) per Espera, ponte así
- 2002 Declarat desert
- 2003 José Luis Rodríguez del Corral (Espanya, 1959) per Llámalo deseo
- 2004 Declarat desert